# Sobarocephala nigroantennata
Sobarocephala nigroantennata är en tvåvingeart som beskrevs av Soos 1962. Sobarocephala nigroantennata ingår i släktet Sobarocephala och familjen träflugor. Inga underarter finns listade i Catalogue of Life.